# Hetzdorf (Uckerland)
Hetzdorf ist ein Ortsteil der amtsfreien Gemeinde Uckerland im Landkreis Uckermark in Brandenburg.

## Geographie
Der Ort liegt an der B 198 zwischen Prenzlau und Woldegk. Zu Hetzdorf gehören Gneisenau, Kleisthöhe, Lemmersdorf und Schlepkow.
Südwestlich liegt das Naturschutzgebiet Damerower Wald. Hetzdorf liegt an der Grenze zum Bundesland Mecklenburg-Vorpommern.

## Eingemeindungen innerhalb der Ortsteile
- 1. Juli 1950 Eingliederung von Hetzdorf in Lemmersdorf[3]
- 2. Mai 1979 Eingliederung von Schlepkow in Lemmersdorf
- 31. Dezember 2001 Umbenennung von Lemmersdorf in Hetzdorf

## Bauwerke

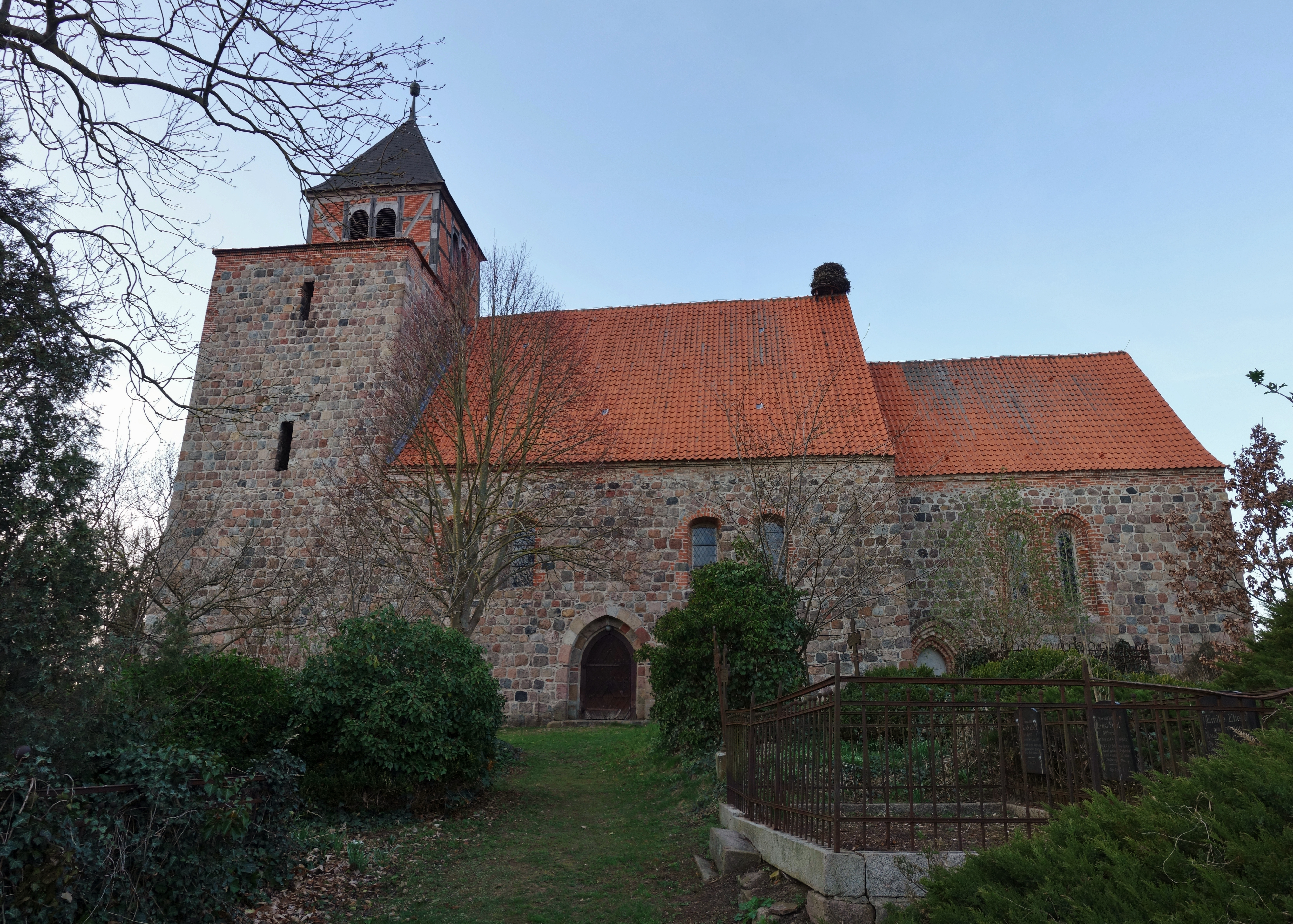
Dorfkirche Hetzdorf

- in Hetzdorf eine frühgotische Feldsteinkirche aus dem 13. Jahrhundert[4]
- in Schlepkow eine Feldsteinkirche aus der zweiten Hälfte des 13. Jahrhunderts[5]

## Persönlichkeiten
- Friedhelm Hinze (1931–2004), Slawist, in Hetzdorf geboren